# La Nuit (Bouguereau)
Pour les articles homonymes, voir La Nuit.
La Nuit est une peinture à l'huile sur toile réalisée en 1883 par l'artiste peintre français William Bouguereau. Elle fut exposée au Salon de Paris de 1883 et appartient désormais à la collection du Hillwood Estate, Museum & Gardens, à Washington, aux États-Unis.
Au début des années 1880, Bouguereau réalise une série de quatre œuvres représentant les différentes phases de la journée, dans l'ordre chronologique suivant : L'Aurore (1881), Le Crépuscule (1882), La Nuit (1883) et Le Jour (1884).

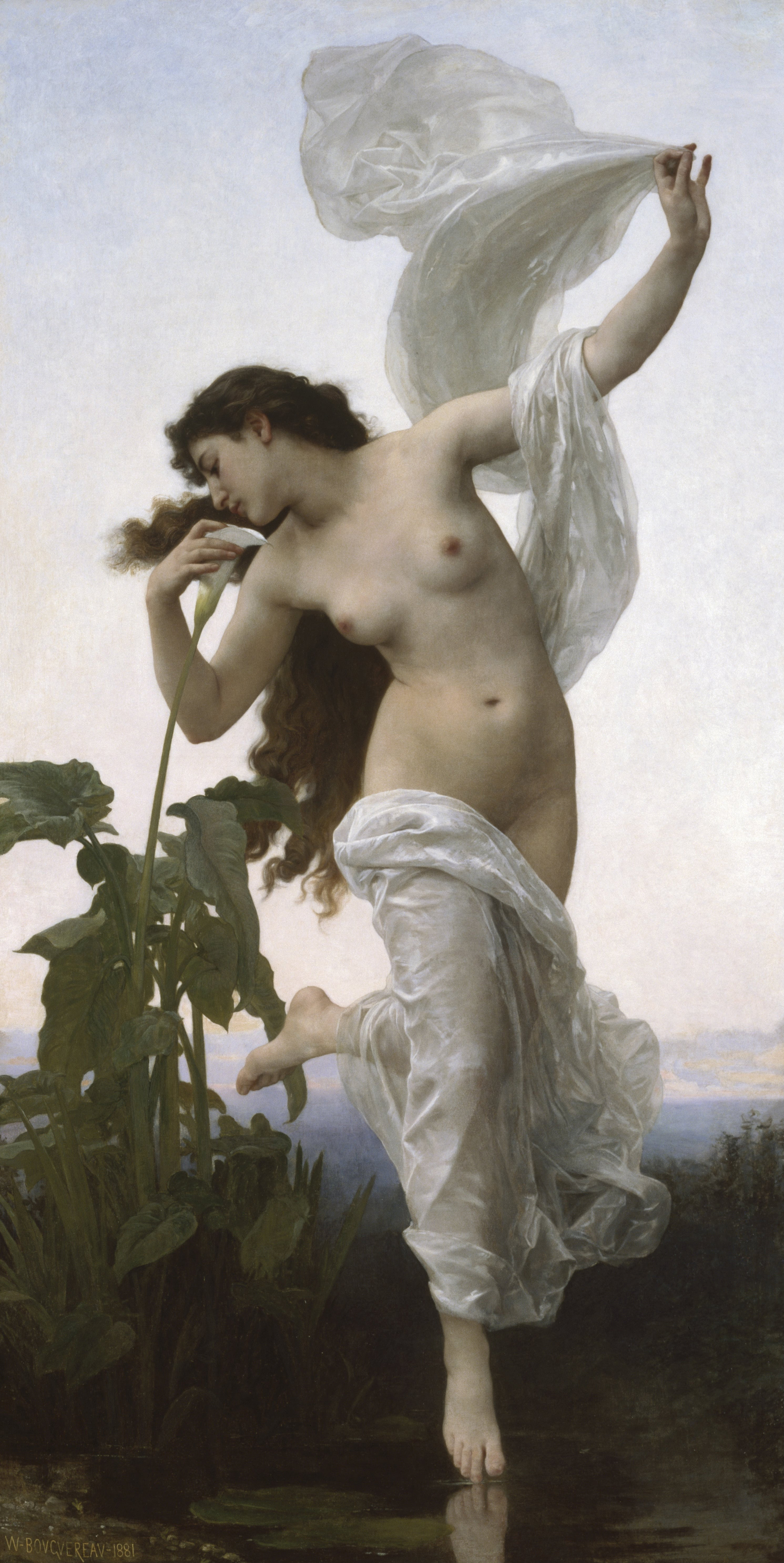
L'Aurore (1881)
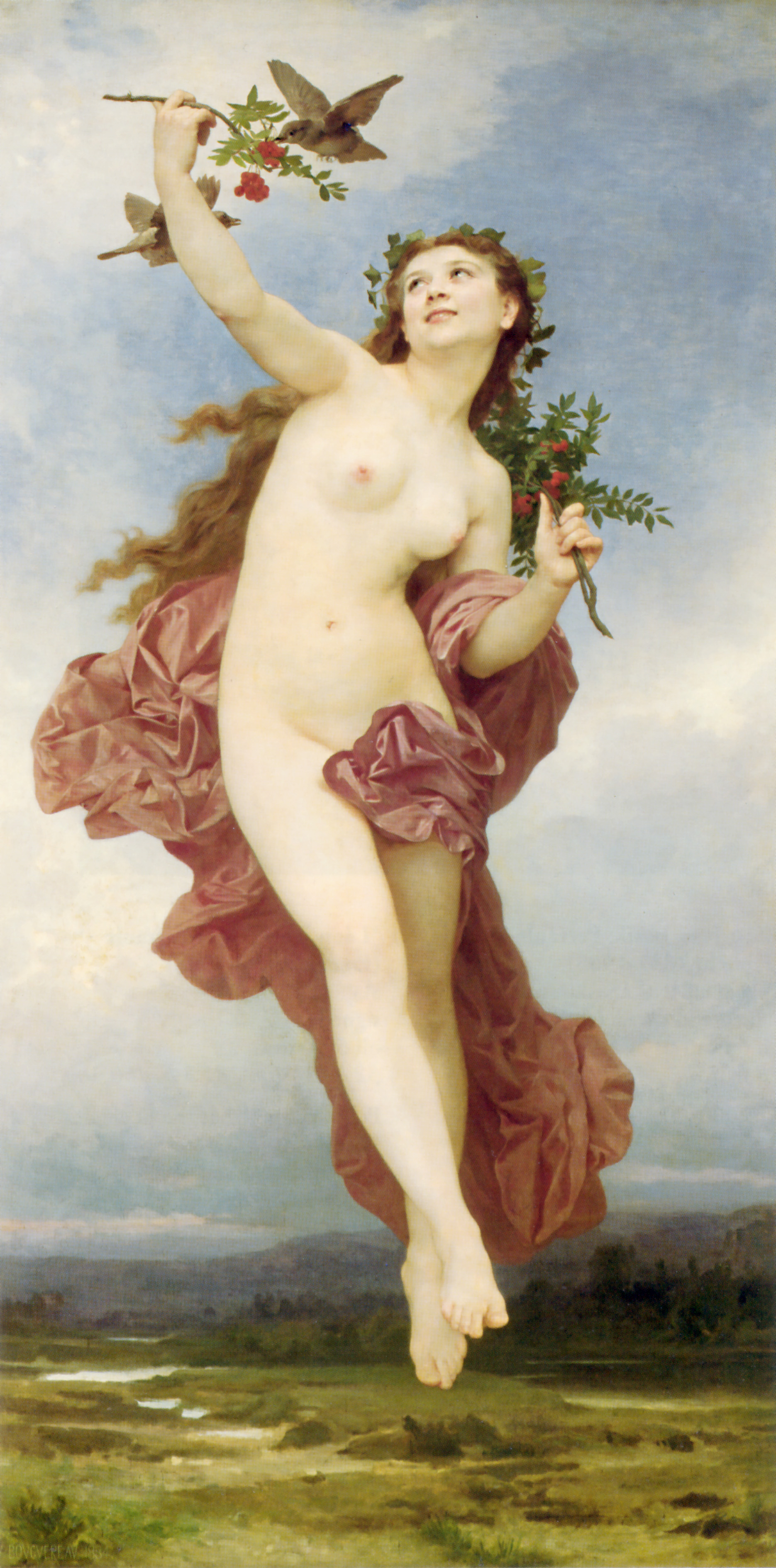
Le Jour (1884)
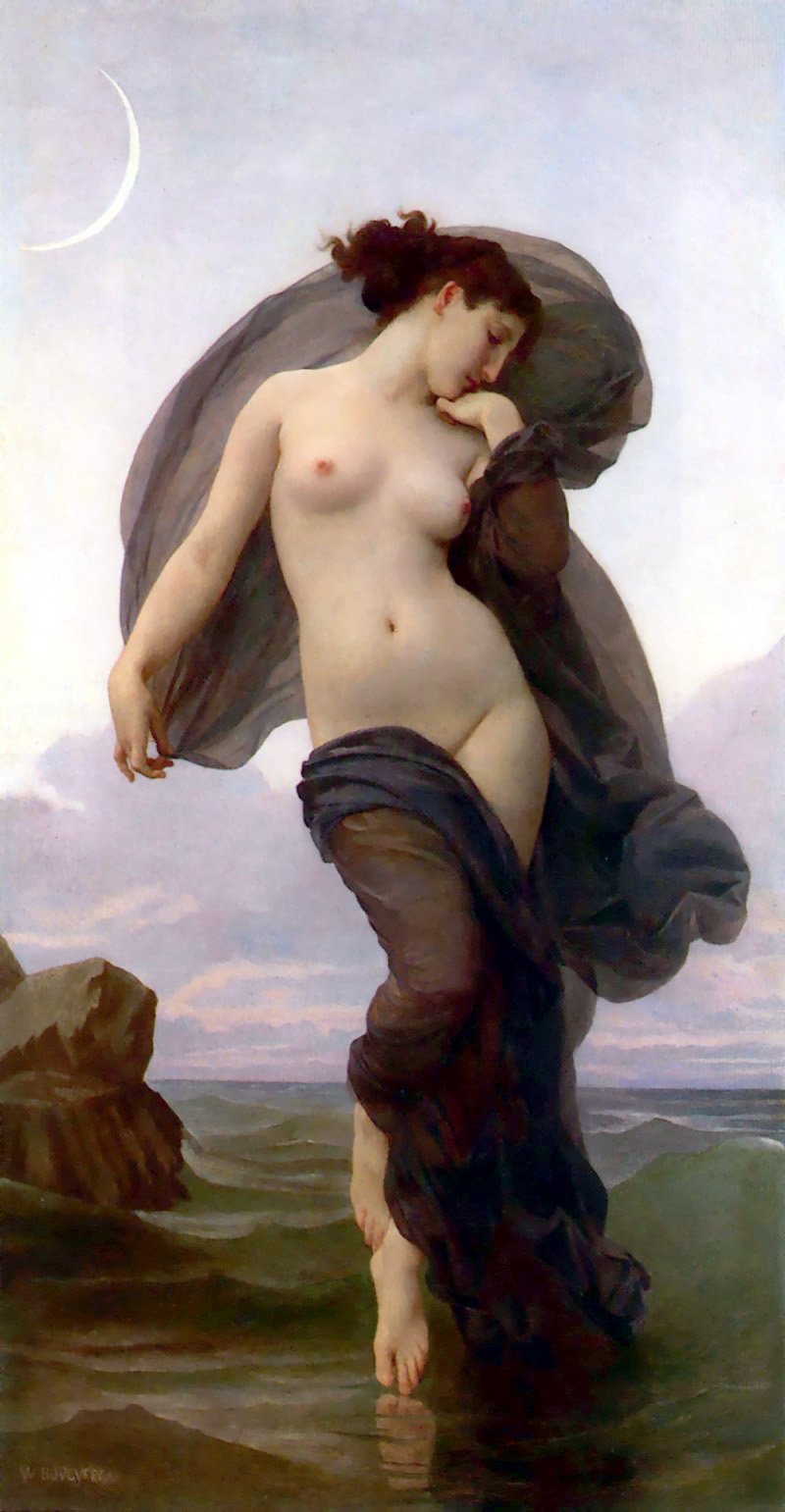
Le Crépuscule (1882)
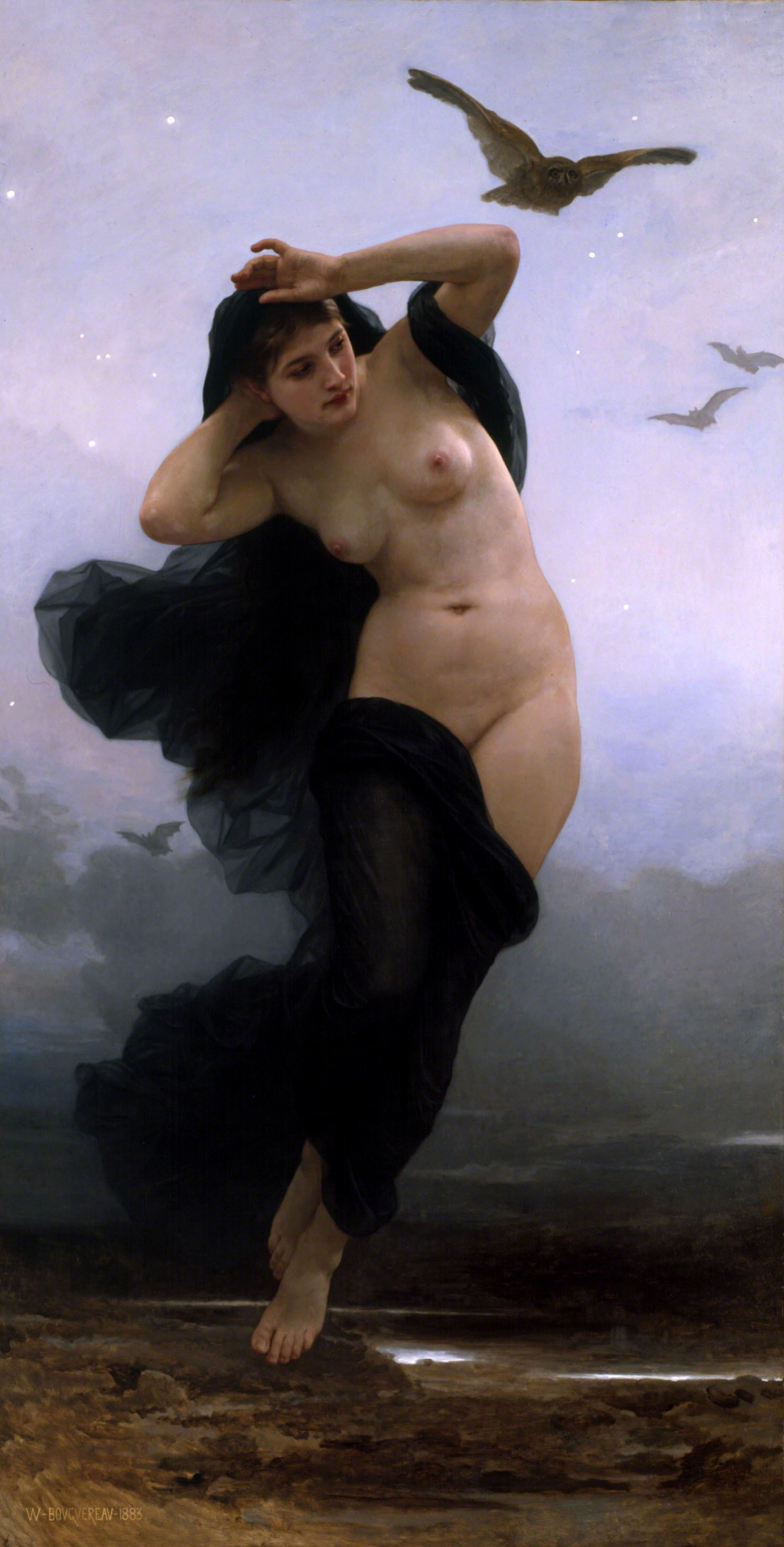
La Nuit (1883)

## Voir également
- Galerie William Bouguereau